# Könnern
Könnern is een stad in de Duitse deelstaat Saksen-Anhalt, gelegen in de Landkreis Salzlandkreis. De stad telt 8.241 inwoners.

## Indeling gemeente
De gemeente bestaat uit de Ortschaften en Ortsteile:
- Ortschaft Beesenlaublingen met de Ortsteile Beesenlaublingen, Beesedau, Kustrena, Mukrena, Poplitz en Zweihausen
- Ortschaft Belleben met de Ortsteile Belleben, Haus Zeitz en Piesdorf
- Ortschaft Cörmigk met het Ortsteil Cörmigk
- Ortschaft Edlau met de Ortsteile Hohenedlau, Kirchedlau, Mitteledlau en Sieglitz
- Ortschaft Gerlebogk met de Ortsteile Gerlebogk en Berwitz
- Ortschaft Golbitz met de Ortsteile Golbitz en Garsena
- Ortschaft Lebendorf met de Ortsteile Lebendorf, Bebitz en Trebitz
- Ortschaft Strenznaundorf met het Ortsteil Strenznaundorf
- Ortschaft Trebnitz met het Ortsteil Trebnitz
- Ortschaft Wiendorf met de Ortsteile Wiendorf, Ilbersdorf en Pfitzdorf
- Ortschaft Zickeritz met de Ortsteile Zickeritz, Brucke en Zellewitz

Alsleben (Saale) ·
Aschersleben ·
Barby ·
Bernburg (Saale) ·
Bördeaue ·
Börde-Hakel ·
Bördeland ·
Borne ·
Calbe (Saale) ·
Egeln ·
Giersleben ·
Güsten ·
Hecklingen ·
Ilberstedt ·
Könnern ·
Nienburg (Saale) ·
Plötzkau ·
Schönebeck ·
Seeland ·
Staßfurt ·
Wolmirsleben